# دون هرتزفيلدت
دون هيرتزفيلد (بالإنجليزية: Don Hertzfeldt)‏ (من مواليد 1 أغسطس 1976) هو رسام رسوم متحركة وكاتب ومخرج أفلام أمريكي. رشح لجائزة الأوسكار مرتين، اشتهر بأفلام الرسوم المتحركة مثل فيلم إنه مثل يوم جميل وسلسلة عالم الغد ومرفوض. تنافست ثمانية من أفلامه القصيرة في مهرجان صاندانس السينمائي، وهو رقم قياسي في المهرجان.  وهو أيضًا المخرج الوحيد الذي فاز بجائزة لجنة التحكيم الكبرى لمهرجان صندانس السينمائي مرتين.
وُصِف عمل هيرتزفيلدت بأنه «بعض من أكثر الرسوم المتحركة تأثيراً على الإطلاق»،  «بعض من أكثر الرسوم المتحركة حيوية وتعبيراً في الألفية»،  و «بعض من أهم الأفلام القصيرة من آخر 20 سنة».  في عام 202، وصف جي كيو عمله بأنه «مأساوي ومضحك في نفس الوقت وفلسفي وخشن وحزين للغاية وقاتل، ومع ذلك بعناد، أمل بعزم». 
في كتابه تاريخ العالم للرسوم المتحركة ، كتب المؤلف ستيفن كافاليير «هرتزفيلدت إما ظاهرة فريدة أو ربما مثال على طريقة جديدة للمضي قدمًا لرسامي الرسوم المتحركة الفرديين الذين يعيشون بشكل مستقل بشروطهم الخاصة... إنه يجذب نوعًا من الدعم المتعصب من الطلاب والحشود البديلة عادة ما ترتبط بفرق موسيقى الروك المستقلة». 
أدرج العديد من نقاد السينما فيلم هرتزفيلدت الروائي إنه مثل  يوم جميل كواحد من أفضل أفلام عام 2012، وصنفته جمعية نقاد السينما في لوس أنجلوس على المركز الثاني لأفضل فيلم رسوم متحركة لهذا العام.  وبعد إصدار محدود في المملكة المتحدة في عام 2013، احتل الفيلم المرتبة الثالثة في قائمة تايم آوت لندن لأفضل 10 أفلام لعام 2013 والمرتبة الرابعة على قائمة مراجعة فيلم لندن. في عام 2014 صنفت تايم آوت نيويورك فيلم «إنه مثل يوم جميل» في المرتبة رقم 16 في قائمتها «أفضل 100 فيلم رسوم متحركة على الإطلاق»،  وفي عام 2016، صنف نقاد مرحلة الفيلم الفيلم رقم 1 في قائمة «أفضل 50 فيلم رسوم متحركة من القرن الحادي والعشرين حتى الآن».  في عام 2019، صنف نقاد فيلم نسر الفيلم في المرتبة 12 على قائمتهم الإجمالية «لأفضل أفلام العقد». 
في عام 2016، صنفت مجلة رولينج ستون عالم الغد في المرتبة العاشرة على قائمتها لأكبر 40 فيلم رسوم متحركة على الإطلاق.  الرغم من قصر مدة عرضه، وصفه نادي AV بأنه «ربما يكون أفضل فيلم لعام 2015».  في عام 2019، صنفت إنديفير عالم الغد في المرتبة 17 في قائمتها الشاملة لـ «أفضل 100 فيلم في العقد». 
تم إصدار أحدث فيلم رسوم متحركة قصير لهيرتسفيلد، عالم الغد الحلقة الثالثة: الوجهات الغائبة لديفيد برايم في عام 2020 إلى مراجعات أكثر إيجابية، بما في ذلك "A +" آخر من إنديفير.  من السلسلة المستمرة «الحالم والمحبوب»، أشارت The Film Stage إلى أن هرتزفيلدت قد صاغ ما يمكن أن يكون تتويجًا لإنجاز الخيال العلمي الحديث. 
يدعم هرتزفيلدت عمله بشكل أساسي من خلال التوزيع الذاتي مثل مبيعات التذاكر من الجولات المسرحية وأقراص DVD و VOD والبث التلفزيوني. لقد رفض كل أعمال الدعاية. 
يعيش هيرتزفيلد في أوستن، تكساس. أمضى سنوات عديدة في سانتا باربرا، كاليفورنيا بعد التحاقه بالجامعة هناك. لقد احتفظ بمدونة على موقعه على الإنترنت منذ 1999.

## النشأة
وُلد هيرتزفيلدت في 1 أغسطس 1976 في مقاطعة ألاميدا، كاليفورنيا، وهو ابن طيار في شركة طيران وكاتب مكتبة مقاطعة.  بعض المنشورات لها مكان ولادته في فريمونت بولاية كاليفورنيا بينما يطلق آخرون اسم كاسترو فالي الأصغر، كاليفورنيا.  هو من أصل نصف سويدي.  التحق هيرتزفيلدت بمدرسة ميشن سان خوسيه الثانوية في فريمونت.  في طفولته، رسم هيرتسفيلد كتبًا هزلية محلية الصنع وفي سن 15، بدأ بتعليم نفسه الرسوم المتحركة باستخدام كاميرا فيديو VHS.  يمكن مشاهدة اثنين من رسوم هرتزفيلدت للمراهقين VHS على مجموعة DVD "Bitter Films: Volume 1".
أثناء وجوده في مدرسة السينما، انجذب عرتزفيلدت إلى الرسوم المتحركة لأنها كانت أقل تكلفة للعمل فيها. لم يكن قادرًا على شراء اللفات العديدة من فيلم 16 ملم المطلوبة لتصوير الحركة الحية. لقد صرح قائلاً: «أعتقد أنني دائمًا ما أتعامل مع الرسوم المتحركة من زاوية غريبة، تمامًا مثل صانع أفلام عادي يصادف أنه يتحرك. التحرير والكتابة والصوت - هذه هي الأشياء التي تأتي أولاً في رأسي. الرسوم المتحركة هي غالبًا ما يكون مجرد العمل المزدحم الذي أحتاجه لربط النقاط وإخبار القصة.» 
لم يشغل هرتزفيلدت أبدًا أي وظيفة بخلاف إنشاء أفلام الرسوم المتحركة الخاصة به.  ظهرت أولى أفلامه المتحركة في سن المراهقة في مهرجان سينمائي، وفي مدرسة السينما بجامعة كاليفورنيا، سانتا باربرا، تمكن من إيجاد توزيع دولي لكل فيلم من أفلامه الطلابية مقاس 16 ملم. تخرج عام 1998  وحصل على بكالوريوس في دراسات الأفلام.

## تقنية
عمل هرتزفيلدت عادة يتميز عصا الارقام مرسومة باليد، في قصص الفكاهة السوداء، السريالية، والتراجيدية. بعض الأفلام تحتوي على وجودية المواضيع والفلسفية في حين أن البعض الآخر أكثر مباشر تهريجية والعبثية. يتم إنشاء الرسوم المتحركة الخاصة به بشكل تقليدي باستخدام القلم والورق، وغالبًا مع الحد الأدنى من المساعدة الرقمية. يستخدم هرتزفيلدت كاميرات أفلام عتيقة مقاس 16 مم أو 35 مم لتصوير رسوماته وغالبًا ما يستخدم تقنيات مؤثرات خاصة قديمة الطراز مثل التعريضات المتعددة واللمعان داخل الكاميرا والتصوير التجريبي. في حين أن بعض هذه التقنيات مثبتة بشكل عرضيتسلسل حركة إيقاف الحركة أو عالم من النجوم المتحركة تم إنشاؤه بواسطة ثقوب دبوس مضاءة من الخلف، والتأثيرات الأخرى هي ابتكارات جديدة على الطرق الكلاسيكية، كما يتضح من التركيب داخل الكاميرا لنوافذ متعددة منقسمة الشاشة في كل شيء سيكون موافق الأفلام. 
تم تصوير أفلام طلاب هرتزفيلدت في التسعينيات على 16 ملم. من عام 1999 إلى عام 2011، صور هيرتزفيلدت أفلامه على حامل كاميرا ريتشاردسون للرسوم المتحركة مقاس 35 ملم، ويعتقد أنها نفس الكاميرا التي صورت العديد من الرسوم الكرتونية للفول السوداني في الستينيات والسبعينيات.  بنيت في أواخر الأربعينيات من القرن الماضي، ويُقال إنها كانت واحدة من آخر الكاميرات العاملة المتبقية من نوعها في العالم، ووجدها هيرتزفيلد عنصرًا حاسمًا في إنشاء أفلامه وصورها المرئية الفريدة. 
في عام 2015، أصدر هرتزفيلدت أول فيلم قصير متحرك رقميًا له عالم الغد والذي تم إنشاؤه في نفس الوقت كقطعة رقمية أخرى، وهو مظهر ضيف متحرك على The Simpsons . كانت كلتا القطعتين لا تزالان مرسومة باليد من قبل هرتززفيلدت، ولكن على لوح سينتيك بدلاً من الورق.
أثناء مناقشة السينما والتكنولوجيا الرقمية مع صحيفة نيويورك تايمز في عام 2008، أشار هيرتزفيلدت:
لا أعرف لماذا يتم دائمًا تأطير هذه الأشياء على أنها مباراة قفص غبي كبير: مرسومة باليد مقابل أجهزة كمبيوتر، فيلم مقابل رقمي. لدينا الآن أكثر من 100 عام من تكنولوجيا الأفلام المذهلة للعب بها، ولا أفهم لماذا يرغب أي فنان في التخلص من أي من أدواتهم خارج الصندوق. يفترض الكثير من الناس أنه لأنني أصور فيلمًا وأتحرك على الورق، يجب أن أفعل الأشياء بالطريقة الصعبة، بينما في الواقع كان من المستحيل بصريًا إنتاج أفلامي الأربعة الأخيرة رقميًا. الشيء الوحيد الذي يهم هو ما يظهر على الشاشة الكبيرة، وليس كيف حصلت عليه هناك. يمكنك عمل رسم كاريكاتوري في أقلام تلوين حول مربع أحمر يقع في حب بلا مقابل مع دائرة زرقاء، ولن يكون هناك جفاف في المنزل إذا كنت تعرف كيف تروي قصة. 
ليس من غير المعتاد أن يكتب هرتزفيلدت، ويخرج، وينتج، ويحيي، ويصور، ويحرر، ويؤدي الأصوات، ويسجل ويمزج الصوت، و / أو يؤلف الموسيقى لأحد أفلامه، وفي بعض الأحيان يتطلب سنوات لإكمال فيلم قصير من خلال العمل بمفرده. غالبًا ما تتطلب الرسوم المتحركة لأحد أفلامه عشرات الآلاف من الرسومات.
كثيرا ما يسجل هيرتسفيلد صوره بالموسيقى الكلاسيكية والأوبرا. موسيقى تشايكوفسكي، بيزيه، سميتانا، بيتهوفن، ريتشارد شتراوس، وفاغنر ظهرت كلها في أفلامه. في بعض الأحيان، سجل هرتزفيلدت أيضًا أجزاء من أفلامه بنفسه، باستخدام الغيتار أو لوحة المفاتيح.
نهج الكتابة
وصف هرتزفيلدت عملية كتابته المريحة في جلسة Reddit "AMA" لعام 2015 :
يبدو الأمر كما لو كنت تطفو في محيط وتريد بناء طوف. لذلك أنت فقط تطفو هناك وتنتظر وتنتظر. وفي النهاية تأتي هذه القطعة الصغيرة من الشيء تنجرف، ربما ذكرى، وتتشبث بها، ثم تأتي قطعة صغيرة أخرى، لا علاقة لها، ربما تكون جملة مضحكة سمعتها في مكان ما. وتستمر في جمع كل هذه الأشياء الصغيرة التي تنجرف إلى حد ما ... حلم، جملة جميلة في رأسك ظهرت للتو أثناء غسل الأطباق، حكاية سرقتها من مذكراتك القديمة ... وفي النهاية تجد روابط بين كل الأشياء ومع كل هذه الأجزاء التي جمعتها، لديك الآن ما يكفي من الأشياء لبناء طوف. وبعد ذلك بمجرد حصولك على الطوافة، يمكنك إزالة جميع القطع التي لم تعد مناسبة تمامًا، وقطع الغيار التي لم تكن بحاجة إليها بعد كل شيء، ترميهم للخلف أو ربما تحفظهم لطوف آخر لاحقًا. عندما أكتب، لا يوجد الكثير من الجهد النشط أو السباحة، أو الحسابات ... بالنسبة لي يمكن أن تكون سامة جدًا للإبداع. لن تحدث الأفكار الكبيرة بشكل صحيح عندما تشدد عليها عقليًا ... إنها مسألة صبورة والانفتاح على كل الأشياء التي تنجرف فيها للتو.
في رديت آخر بعنوان "AMA"، حول موضوع الإبداع، اقترح هيرتزفيلد ما يلي:
... تحتاج إلى محاولة العودة إلى الوقت الذي كنت فيه طفلاً صغيراً، وتخلق أشياء على ورقة كبيرة في ضوء شمس جميل، ولا تهتم على الإطلاق بكيفية تلقيها في يوم من الأيام. إنه عندما يتعلم الأطفال التفكير، «هل هذا جيد؟» أنهم بدأوا يصابون بالشلل بشكل خلاق. وهذا هو السبب في أن معظم البالغين لا يرسمون، ولا يكتبون، ولا يغنون، ولا يرقصون، وهم مرعوبون أمام الجماهير. 

## التأثير والأرث
في عام 2008، أشار كوميدي سنترال إلى أن عمله «أثر على جيل كامل من صانعي الأفلام». 
في عام 2012، تم تصنيف هرتزفيلدن في المرتبة رقم 16 في صناعة الرسوم المتحركة واستطلاع مؤرخ لـ «أفضل 100 شخص مؤثر في الرسوم المتحركة». 

## أفلامه التي أخرجها

### قصيرة
1. Ah, L'Amour 1995
2. Genre 1996
3. Lily and Jim 1997
4. Billy's ballon 1998
5. Rejected 2000
6. Welcome to the Show/Intermission in the Third Dimension/The End of the Show 2003
7. The Meaning of Life 2005
8. Everything Will Be Ok 2006
9. I Am So Proud of You 2008
10. Wisdom Teeth 2010
11. It's Such a Beautiful Day 2011
12. World of Tomorrow 2015
13. World of Tomorrow Episode Two: The Burden of Other People's Thoughts 2017

### طويلة
1. It's Such a Beautiful Day 2012
2. Antarctica قادم

## وصلات خارجية
الموقع الرسمي - دون هرتزفيلدت
imdb
1. ↑  Internet Movie Database (بالإنجليزية), QID:Q37312
2. 1 2 3  Who's Who in Animated Cartoon: An International Guide to Film and Television's Award-Winning and Legendary Animators (بالإنجليزية). New York: Hal Leonard LLC. 2006. Hertzfeldt, Donald (Don). ISBN:978-1-55783-671-7. LCCN:2006001680. OCLC:63187407. OL:8602327M. QID:Q36463449.
3. ↑  أرشيف الفنون الجميلة | Don Hertzfeldt، QID:Q10855166
4. 1 2 3  أرشيف الفنون الجميلة، QID:Q10855166
5. ↑   https://www.acmi.net.au/creators/8060. {{استشهاد ويب}}: |url= بحاجة لعنوان (مساعدة) والوسيط |title= غير موجود أو فارغ (من ويكي بيانات) (مساعدة)